# Iurie Leancă
Iurie Leancă (Rumænsk udtale: [juri.e le̯aŋkə] født 20. oktober 1963) er en moldovisk politiker, som har været premierminister i Moldova siden 31. maj 2013. Han var minister for udenrigspolitik og europæisk integration fra 2009 til 2013 som en del af Vlad Filats regeringer.